# 21551 Geyang
A 21551 Geyang (ideiglenes jelöléssel 1998 QH45) a Naprendszer kisbolygóövében található aszteroida. A LINEAR projekt keretében fedezték fel 1998. augusztus 17-én.